# Bernardo Accolti
Bernardo Accolti, född den 11 september 1465 i Arezzo, död den 1 mars 1536 i Rom, var en italiensk skald. Han var son till Benedetto Accolti den äldre, bror till Pietro Accolti och farbror till Benedetto Accolti den yngre.
Accolti vann framgång och beundran framför allt genom sin framstående förmåga som improvisatör. Han uppskattades av män som påven Leo X och kardinal Pietro Bembo.